# Yigoga spinifera
Yigoga spinifera là một loài bướm đêm trong họ Noctuidae.